# جورجينا غارسيا بيريز
جورجينا غارسيا بيريز (بالإسبانية: Georgina García Pérez)‏ هي لاعب كرة مضرب إسبانية، ولدت في 13 مايو 1992 في برشلونة في إسبانيا.

## وصلات خارجية
- جورجينا غارسيا بيريز على موقع رابطة محترفات التنس (الإنجليزية)
- جورجينا غارسيا بيريز على موقع الاتحاد الدولي لكرة المضرب (الإنجليزية)
- جورجينا غارسيا بيريز على موقع كأس بيلي جين كينغ (الإنجليزية)
- جورجينا غارسيا بيريز على موقع خلاصة التنس.كوم (الإنجليزية)